# Karl-Heinz Brodbeck
Karl-Heinz Brodbeck (* 15. Dezember 1948 in Wertingen) ist ein deutscher Philosoph, Kreativitätsforscher, Ökonom und Wirtschaftsethiker. Er ist emeritierter Professor für Volkswirtschaftslehre, Statistik und Kreativitätstechniken an der Fachhochschule Würzburg-Schweinfurt und Mitglied des Lehrkörpers der Hochschule für Politik in München. Er vertritt eine an die buddhistische Ethik angelehnte Wirtschaftsethik, formulierte eine eigene alternative Theorie der Kreativität und entwickelte vor dem Hintergrund seiner Kritik der traditionellen Ökonomik eine neue Theorie des Geldes.

## Leben
Karl-Heinz Brodbeck ist der Sohn von Wiltrudis und Karl Brodbeck. Er besuchte von 1955 bis 1966 die Grund- und Realschule in Wertingen. Nach mehreren Industriepraktika studierte er Elektrotechnik am Rudolf-Diesel-Polytechnikum in Augsburg. Im Anschluss an das Examen als Ing. grad. war er als Ingenieur bei Siemens in Augsburg tätig. 1972 und 1973 leistete er Zivildienst in München, wo er dann von 1973 bis 1977 an der Universität München Philosophie und Volkswirtschaftslehre studierte. Von 1978 bis 1981 arbeitete er als wissenschaftlicher Assistent in München. Er wurde 1981 mit einer theoretischen Arbeit über technischen Wandel („Produktion, Arbeitsteilung und technischer Wandel“) promoviert und war von 1981 bis 1988 Akademischer Rat am volkswirtschaftlichen Institut der Universität München. Von 1989 bis 1991 wirkte er als Dozent an der Hochschule für Politik (Universität München) und war Mitarbeiter am ifo Institut für Wirtschaftsforschung. In den Jahren 1991 und 1992 war Brodbeck Geschäftsführer der Gesellschaft für Medienmarketing in München und hielt Vorlesungen an der Bayerischen Akademie der Werbung in München. Er war von 1992 bis 2014 Professor für Volkswirtschaftslehre, Volkswirtschaftspolitik, Betriebsstatistik und Kreativitätstechniken an der Fachhochschule Würzburg-Schweinfurt und Dozent an der Hochschule für Politik für Wirtschaftspolitik.
Seit 1981 ist Brodbeck mit Elisabeth Müller-Brodbeck verheiratet, einer Pädagogin für die Feldenkrais-Methode. Er ist seit 1995 Herausgeber der praxis-perspektiven, einer Jahresschrift am Fachbereich Betriebswirtschaft der Fachhochschule Würzburg-Schweinfurt. Von 2003 bis Ende 2015 übernahm er die Aufgabe als Vorsitzender des Kuratoriums der Fairness-Stiftung gGmbH in Frankfurt am Main. Weiterhin ist er seit Herbst 2003 Kooperationspartner der Finance & Ethics Academy in Diex, Österreich, und im wissenschaftlichen Beirat beim Tibethaus in Frankfurt, sowie im Advisory Board des ICAE (Johannes Kepler Universität Linz).

## Werke
Brodbeck hat zahlreiche Beiträge zur Kreativität, Kreativitätsforschung, zur Philosophie und Theorie der Ökonomie, zur Wirtschaftsethik, zum Buddhismus  sowie zur Geldtheorie und Geldphilosophie veröffentlicht und bei zahlreichen Vorträgen erläutert.
Brodbeck entwickelte eine buddhistische Wirtschaftsethik auf der Grundlage der Logik von Nagarjuna und Dharmakirti und kritisiert die traditionelle Ökonomik und den Neoliberalismus in ihren grundlegenden Kategorien als implizite Ethik, die wissenschaftlich – erkennbar an zahllosen Fehlprognosen – gescheitert sei. Ferner vertritt er die These, „…dass es der Ökonomik bislang nicht gelungen ist, eine aus ihren eigenen Voraussetzungen schlüssige Theorie des Geldes zu entwickeln.“ Hauptthema seiner Arbeiten zur Philosophie sind erkenntnistheoretische Probleme und ihre zirkuläre soziale Vermittlung.

### Kritik der neoklassischen Theorie
Brodbeck sieht vor allem die Anwendung statistischer Methoden angelehnt der klassischen Mechanik und Thermodynamik als Problem, da die nötigen Annahmen (z. B. Verteilungsannahmen, stabiles Gleichgewicht, Zeitinvarianz nicht modellierter Größen) der klassischen Physik nicht gegeben seien. Die neoklassische Ökonomik fuße auf einem mechanistischen Denkmodell, welches den Physiokraten und eng verwandt der „Mensch-als-Maschine“-Philosophie Descartes entlehnt ist. Die reale Wirtschaft bestehe dagegen aus kreativen Individuen, die durch eine postmechanische Theorieform unter Einbeziehung von Gewohnheitsbildung und kreativen Prozessen beschrieben werden müsse. Wirtschaftsprognosen scheitern Brodbeck zufolge schon prinzipiell daran, dass nach Bekanntwerden einer Vorhersage die Wirtschaftssubjekte die Prognose in ihre Entscheidungen einbeziehen und so ihr Verhalten auf nicht prognostizierbare Weise ändern. „Veröffentlichte Prognosen haben die Tendenz, sich selbst zu falsifizieren.“

### Kritik des Neoliberalismus
Brodbeck sieht in Friedrich August von Hayek die zentrale Figur des Neoliberalismus. Besonders dessen Forderung nach Deregulierung sei unhaltbar. Es gelte, „dass auch eine Abschaffung von Regeln einen Eingriff in das wirtschaftliche System darstellt. (Hayek und der Neoliberalismus maßen) sich also ein Wissen an, das sie anderen ökonomischen Schulen absprechen: Das Wissen darum, welche Regelungen und wieviel Regelung für die Wirtschaft ‚gut‘ ist.“ Nach Brodbeck verwickelt sich von Hayek deshalb an einer zentralen Stelle seiner Theorie der Regelselektion in einen unauflöslichen Widerspruch: Um beurteilen zu können, welche Regeln für die Bildung einer spontanen Ordnung erforderlich sind, benötige man ein Wissen, über das man Hayek zufolge gar nicht verfügen könne.

### Kreativitätsforschung
Brodbeck sieht in der Kreativität eine fundamentale Eigenschaft des menschlichen Lebens. „Leben heißt: kreativ sein.“ Obgleich er an die psychologische Kreativitätsforschung anknüpft, formuliert er darüber hinaus eine interdisziplinäre Philosophie der Kreativität und versucht darin frühere Ansätze in neuem Rahmen fortzuführen. Gewohnheiten und Routinen werden dabei nicht als das Gegenteil kreativer Prozesse interpretiert, sondern ebenso sehr deren Produkt wie deren Quelle. Die Achtsamkeit – ein Begriff, den Brodbeck aus dem Buddhismus übernimmt – spielt hierbei eine zentrale Rolle. Die Achtsamkeit „verflüssige“ Gewohnheiten und lasse so neue Muster entstehen. Kreativität wird von Brodbeck definiert als das Zusammentreffen von Neuheit und Wert. Nach seiner Auffassung lassen sich kreative Prozesse in fünf Dimension (Modell der kreativen Situation) analysieren: Neuerungen in Sinnesgegenständen, bei Emotionen, Wahrnehmungen, Gewohnheitsmustern und Denkprozessen. Bewusst gemachte und variierte Denkprozesse („Denkmodelle“) spielen hierbei zwar keine exklusive, wohl aber eine lenkende Rolle, die eine Entscheidung zur Kreativität in jeder Situation ermöglichen sollen.

### Philosophie des Geldes
Brodbeck fasst seine Theorie des Geldes wie folgt zusammen: „Das Wesen des Geldes lässt sich durch zwei Sätze charakterisieren: Geld ist eine Denkform. Geld ist eine besondere Weise menschlicher Vergesellschaftung. Man kann dies auch negativ formulieren: Geld ist kein Ding unter Dingen, kein bloßes Objekt, auch wenn es stets an objektiven Formen erscheint, wie die Sprache an der stimmlichen Äußerung oder der Schrift erscheint. Das Geld hat seinen Ort im Subjekt. Es ist allerdings nicht ein vereinzelt zu denkendes Bewusstsein der cartesianischen Tradition, also kein einsames Ich, sondern eine sprachlich vermittelte Denkform, die soziale Handlungen koordiniert.“
Das Geld sei nur verständlich im Rahmen einer allgemeinen semiotischen Theorie, die zugleich als eine Theorie der Vergesellschaftung zu fassen sei. „Im sozialen Kommunikations- und Handlungsprozess reproduziert sich sowohl die Gesellschaft ökonomisch wie semiotisch. Anders gesagt: Semiotik und Ökonomik untersuchen eigentlich dasselbe Phänomen.“ Deshalb entwickelt Brodbeck in seinem knapp 1200-seitigen Hauptwerk Die Herrschaft des Geldes – nach einer Kritik traditioneller sozialwissenschaftlicher Methoden eine „Semiotik als sozialer Prozess“ und auf deren Grundlage seine Geldtheorie. Neben der menschlichen Sprache erscheint das Geld als zweite zentrale Form der Vergesellschaftung. Ein cartesianisches Theorieverständnis wie in der tradierten Ökonomik sei deshalb für die Geldtheorie ein Irrweg. Der Geldwert sei kein Ausfluss anderer Werte (Arbeitswerte, Nutzen, Religion, staatliche Normen), sondern eine zirkulär erzeugte soziale Täuschung, die in Krisen und Crashs immer wieder enttäuscht werde. „Karl-Heinz Brodbeck’s huge work of theory and history of ideas, written over 20 years, has two key purposes: first, to show that mainstream economics fails to explain what money is and how it works. Because money is the central economic phenomenon, we must question the coherence of the whole discipline. Secondly, and more interestingly for the general reader, he shows how the conventions that permeate monetary societies have infiltrated our psyche and shaped our moral landscape. In his view, the pursuit of money inherent in competitive market economies de-moralises the social space that markets occupy.“
Das Geld forme seit seinen Anfängen als Überlagerung der sprachlichen Logik (logos) eine rechnende Denkform (ratio), Grundlage auch von Mathematik und Naturwissenschaft. Methodisch gründet Brodbeck seine Theorie auf eine Phänomenologie des Geldes, die die Subjektform der Moderne als „Dominanz des Geldsubjekts“ präge und den „inneren Widerstreit der Modernisierung“ erkläre. Der Zins sei die subjektive Form der Marx’schen Kapitalformel: Geld – Ware – mehr Geld, die sich als „Geldgier“ durch immer erneute kreative Umwälzung tradierter Wirtschaftsstrukturen realisiere. In den atomisierten Grenzen des Privateigentums bleibe diese Gesamtbewegung aber unerkannt. „Zins auf eingesetztes Kapital, Wirtschaftskrisen und globale Armut sind also nur die Vorder- und Rückseite eines Prozesses. Jede neu vollzogene Form der Vergesellschaftung über Märkte, organisiert durch die Wucherer, hebt in der Konkurrenz, worin die Geldgier sich in Vielfalt selbst begegnet, die erworbenen Zinsfrüchte wieder auf und erzwingt eine immer wieder erneute Umwälzung – nicht ohne beständig Menschen an die Ränder ihrer Gesellschaften zu verstoßen.“ Der Zins sei, so Brodbeck, die „Institutionalisierung der Geldgier, damit die Ablösung der moralischen Vergesellschaftung“. Die Geldgier habe darin aber einen durchaus objektiven Grund: „Geld (ist) eine Marktzutrittsschranke: Nur der Geldbesitzer kann Käufer werden. Daraus erwächst die Tendenz, immer erneut nach Geldbesitz zu streben, will man an der Geldgesellschaft teilhaben. Dieser objektive Zwang des Strebens nach Geld wird zur Gewohnheit, schließlich zum  Streben nach Maximierung des Geldbesitzes, um den Marktzutritt sicherzustellen.“

### Weitere Texte
Brodbeck hat zahlreiche Texte zur buddhistischen Philosophie verfasst, wobei er vor allem versucht, die westliche und buddhistische Tradition unter erkenntnistheoretischen und ethischen Gesichtspunkten anzunähern. Auch unabhängig von buddhistischen Denkmodellen hat sich Brodbeck kritisch mit Fragen der Wirtschaftsethik befasst. Ferner behauptet er eine „unüberbrückbare Differenz zwischen Ethik und Neurowissenschaften“. In der in der Zeitschrift für Politik geführten Diskussion mit Niklas Luhmann formulierte Brodbeck eine Kritik der neueren Systemtheorie, wobei er vor allem die zirkuläre soziale Rolle von Kreativität und Unsicherheit betont: „die Kreativität von A ist die Unsicherheit von B“. Brodbeck untersuchte auch die ökonomische Rolle des Internets, u. a. die neue Funktion der Preise und die Verwandlung des Geldes selbst. Er kommt zu dem Schluss, dass schließlich auch originäre Geldfunktionen „elektronisch ersetzt“ würden.

## Kritik und Würdigung
Brodbecks Arbeiten zur Kreativitätsforschung und zur buddhistischen Wirtschaftsethik erhielten vielfache Zustimmung. Seine Kritik an den Neurowissenschaften aus einer ethisch-philosophischen Perspektive wurde wie folgt kommentiert: „Karl-Heinz Brodbeck (weist) einer freiheitsleugnenden Neurowissenschaft nach, dass sie nicht nur unethisch argumentiert, sondern Sorgfalt bei der wissenschaftlichen Auswertung ihrer thesenstützenden Experimente vermissen lässt.“
Brodbecks Texte zur Ökonomik stießen dagegen zunächst auf ein zwiespältiges Echo. Das 1996 erschienene Buch Erfolgsfaktor Kreativität, das neben einer Kritik der klassischen Ökonomie auch den Entwurf einer postmechanischen Ökonomik enthielt, wurde einerseits als Möglichkeit betrachtet, wie durch Kreativität die Wirtschaft „aus den Fesseln der mechanischen Realität gelöst und zur Umgestaltung der Weltwirtschaft freigesetzt werden“ könne, andererseits aber auch als schlichte Provokation empfunden, die gegen die vorherrschend neoliberale Auffassung der Ökonomen verstieß. Im Manager Magazin hieß es: „Ein VWL-Professor beleidigt die Zunft. (…) Alle reden von Deregulierung, nur einer nicht, der Münchner Volkswirt Professor Karl-Heinz Brodbeck. Und er stützt seine Gegenrede auf die angeblich schlichte Unlogik des klassischen Dogmas.“
Auch das 1998 in erster Auflage erschienene Buch Die fragwürdigen Grundlagen der Ökonomie wurde durchaus zwiespältig rezipiert. Wie das Manager Magazin betrachtet auch Axel Wehmeier im Handelsblatt Brodbeck als „Außenseiter“, unterschieden von der Mehrheit der Ökonomen: „In dürftigen Umrissen skizziert Brodbeck eine ‚postmechanische Ökonomie‘, in deren Zentrum der vollständig zum schöpferischen Menschen umgedeutete Homo oeconomicus steht. Daß die Neoklassik diesbezüglich zu kurz greift, ist unbestritten. Warum sich aber ausgerechnet Volkswirte als Kreativitätsforscher aufdrängen, bleibt offen.“ Wehmeier verteidigt gegen Brodbecks Kritik „marktliche Anreizsysteme“ und betont das Wirken der „unsichtbare Hand“, die „kein Phantom des Marktes“ sei. Carsten Kasprzok wirft Brodbecks Buch vor, vorwiegend ein „polemisch verfasstes Werk“ zu sein. Michael Schefczyk meinte in der Neuen Zürcher Zeitung, die Kritik Brodbecks an den fragwürdigen Annahmen der neoklassischen Ökonomen sei hinfällig, weil nach Milton Friedman „sich aus den – strengenommen – unzutreffenden Modell-Annahmen brauchbare Hypothesen (scil. für Prognosen) gewinnen lassen“. Wie Schefczyk glaubte auch Wehmeier 1998 noch, man könne mit der traditionellen Ökonomik „akzeptable Tendenzaussagen“ machen, eine These, der im Gefolge der Finanzkrise ab 2007 nachdrücklich widersprochen wurde.
Es gab aber auch durchaus positive Stimmen: „Das Buch hält, was sein Titel verspricht. Die fragwürdigen Grundlagen der Ökonomie erweisen sich als ebenso unhaltbar wie die metaphysischen Voraussetzungen der klassischen Mechanik.“ „Die vom Autor gestellten Fragen sind provokativ, seine philosophischen Zusammenhängen nachforschenden Analysen sind oft meisterhaft.“
Inzwischen gelten „Die fragwürdigen Grundlagen“ als „Bestseller des Wirtschaftsphilosophen Karl-Heinz Brodbeck“. „Brodbecks Buch ist mehr als einfach nur eines von vielen theoretischen Wirtschaftsfachbüchern. Es ist ein Meilenstein der Ökonomie.“ Auch seine Kritik am Rationalitätspostulat und der Prognosefähigkeit der Ökonomik fand Zustimmung.  „Karl-Heinz Brodbeck gehört zu den wenigen Ökonomen, die seit den 1990er Jahren nicht völlig falsch gelegen haben. (…) Brodbeck hält (…) den Anspruch, der Wirtschaftswissenschaft, eine prognosefähige science zu sein, für empirisch widerlegt.“
Den Vorwurf, er zeichne „eine postmechanische Ökonomie nur in ‚dürftigen Umrissen‘“ (Wehmeier), weist Brodbeck im Vorwort zu späteren Auflagen seines Buchs „Die fragwürdigen Grundlagen“ zurück: Er habe sich darin „weitgehend auf eine philosophische Kritik der mechanischen Wirtschaftswissenschaft (beschränkt), weil der positive Entwurf einer postmechanischen Theorie in Gestalt meines 1996 erschienenen Buches ‚Erfolgsfaktor Kreativität‘ bereits vorliegt.“
Brodbecks Hauptwerk Die Herrschaft des Geldes wurde in der Regel positiv, rezipiert. Peter Johnson kommt zu folgender zusammenfassender Beurteilung: „Brodbeck’s approach and conclusions will be unwelcome in universities and was certainly discouraged in my day.  It crosses into other disciplines and threatens vested interests. It requires great effort from the man-in-the-street and impossible courage of the politician. (…) But these are pragmatic objections and the critique remains powerful and important. (…) Brodbeck offers no recipe for a different economic order, and I think this is right.  That would be another Cartesian fallacy and an invitation to tyranny. Instead, he hopes for what might be referred to as economic enlightenment.“

## Publikationen (Auswahl)
- Theorie der Arbeit. Privatdruck München 1979 (PDF).
- Entscheidung zur Kreativität. Wissenschaftliche Buchgesellschaft, Darmstadt 1995, ISBN 3-534-12664-5. 4. Auflage 2010, ISBN 978-3-534-23755-5.
- Der Spiel-Raum der Leerheit. Buddhismus im Gespräch. Solothurn/Düsseldorf 1995,   ISBN 3-530-50003-8.
- Erfolgsfaktor Kreativität. Die Zukunft unserer Marktwirtschaft. Darmstadt 1996.
- Die fragwürdigen Grundlagen der Ökonomie. Eine philosophische Kritik der Wirtschaftswissenschaften. Wissenschaftliche Buchgesellschaft, Darmstadt 1998, ISBN 3-534-15007-4. 5. Auflage 2011, ISBN 978-3-534-24065-4.
- Buddhistische Wirtschaftsethik. Eine vergleichende Einführung. Shaker, Aachen 2002, ISBN 3-8322-0990-5. 2. Auflage: Steinrich, Berlin 2011, ISBN 978-3-942085-14-4.
- Der Zirkel des Wissens. Vom gesellschaftlichen Prozeß der Täuschung. Aachen 2002, ISBN 3-8265-9751-6
- Ethik und Moral. Eine kritische Einführung. Würzburg 2002 (PDF (Memento vom 14. Juni 2013 im Internet Archive))
- Buddhismus interkulturell gelesen (= IKB Band 2), Verlag Traugott Bautz, Nordhausen 2005, ISBN 978-3-88309-161-7.
- Gewinn und Moral. Beiträge zur Ethik der Finanzmärkte. Aachen 2006, ISBN 3-8322-4978-8.
- Die Herrschaft des Geldes. Geschichte und Systematik. Darmstadt 2009, ISBN 978-3-534-22080-9. 2. Auflage: Darmstadt 2012, ISBN 978-3-534-24809-4.
- Faust und die Sprache des Geldes. Denkformen der Ökonomie – Impulse aus der Goethezeit. Freiburg/München 2014, ISBN 978-3-495-48640-5.
- Säkulare Ethik aus westlicher und buddhistischer Perspektive. Berlin 2015, ISBN 978-3-942085-45-8.
- Geld! Welches Geld? Geld als Denkform, Kritische Studien zu Markt und Gesellschaft Band 10, Marburg (Metropolis) 2016, zusammen mit Silja Graupe (Hg.), ISBN 978-3-73161-241-4.
- Wahrheit und Illusion. Ein buddhistischer Blick auf eine Welt der Täuschung, Frankfurt a. M. (Tibethaus-Verlag) 2018, ISBN 978-3-95702-026-0.
- Die Krise der monetären Vergesellschaftung. Beiträge zur Philosophie des Geldes, Marburg (Metropolis) 2019, ISBN 978-3-73161-399-2.
- Preise, Markt und Ideologie. Zur Kritik von Hayeks Theorie des Wissens, Marburg (Metropolis) 2021, ISBN 978-3-73161-467-8.
- Die Herrschaft des Geldes. Geschichte und Systematik, 3., überarbeitete und aktualisierte Auflage, Marburg (Metropolis) 2022, ISBN 3-73161-499-5.
- Phänomenologie des Geldes, Conzett Verlag, Zürich 2023, ISBN 3-03760-054-3.